# Moschaisk
Moschaisk (russisch Можайск, wiss. Transliteration Možajsk) ist eine russische Stadt in der Oblast Moskau etwa 110 km westlich von Moskau an der alten Straße nach Smolensk und Polen, heute Teil der Fernstraße M1 (Europastraße 30). Moschaisk ist Verwaltungszentrum des Rajon Moschaisk und hat 31.363 Einwohner (Stand 14. Oktober 2010). Die Stadt liegt am Moschaisker Stausee an der Moskwa oberhalb von Moskau.

## Geschichte
Moschaisk wurde zuerst 1231 schriftlich als Stützpunkt des Fürstentums Tschernigow der Kiewer Rus erwähnt, kurze Zeit später wurde Moschaisk Festung der Smolensker Fürsten. 1303 wurde die Festung von Juri I. Daniilowitsch für das Großfürstentum Moskau erobert, blieb aber auch danach wegen seiner strategisch wichtigen Lage an der Hauptverbindungsstraße Moskaus nach Westen teils heftig umkämpft.
Im 14. und 15. Jahrhundert wurde Moschaisk stets vom jüngeren Bruder des jeweiligen Moskauer Großfürsten regiert.
Während der Smuta genannten Wirren Anfang des 17. Jahrhunderts wurde zwischen dem 21. und dem 24. August 1612 bei Moschaisk das polnisch-litauische Ersatzheer von einem Freiwilligenheer aus Moskau und Nischni Nowgorod unter der Führung von Dmitri Poscharski abgewehrt.
Am 7. September 1812 scheiterte Napoleons Russlandfeldzug (russ.: Vaterländischer Krieg) in der Schlacht bei Borodino wenige Kilometer von Moschaisk entfernt. Teile des Romans Krieg und Frieden von Leo Tolstoi spielen darum in Moschaisk.
Zuletzt war Moschaisk im Zweiten Weltkrieg bei der Schlacht um Moskau während des Deutsch-Sowjetischen Krieges (russ.: Großer Vaterländischer Krieg) heftig umkämpft. Am 16. Oktober 1941 eroberte die  Wehrmacht die Stadt unter schweren Verlusten und durchbrach damit die bis zu diesem Zeitpunkt letzte Verteidigungslinie vor Moskau.
In der Stadt bestand das Kriegsgefangenenlager 465 für deutsche Kriegsgefangene des Zweiten Weltkriegs.
Seit spätestens Anfang der 1970er Jahre gibt es bei Moschaisk ein Kernwaffenlager zuerst der Sowjetarmee und heute der russischen Streitkräfte.

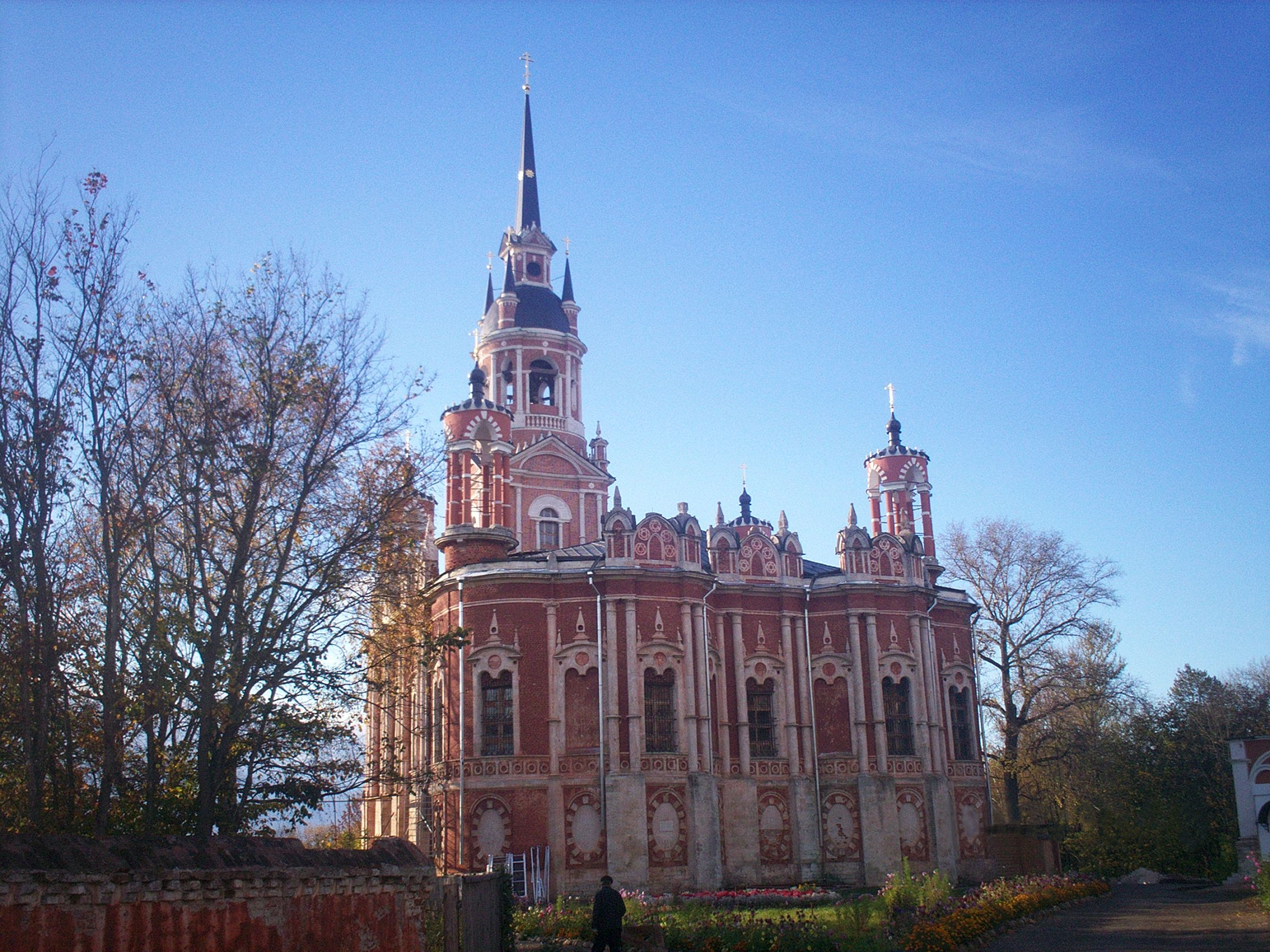
Nikolaus-Kirche
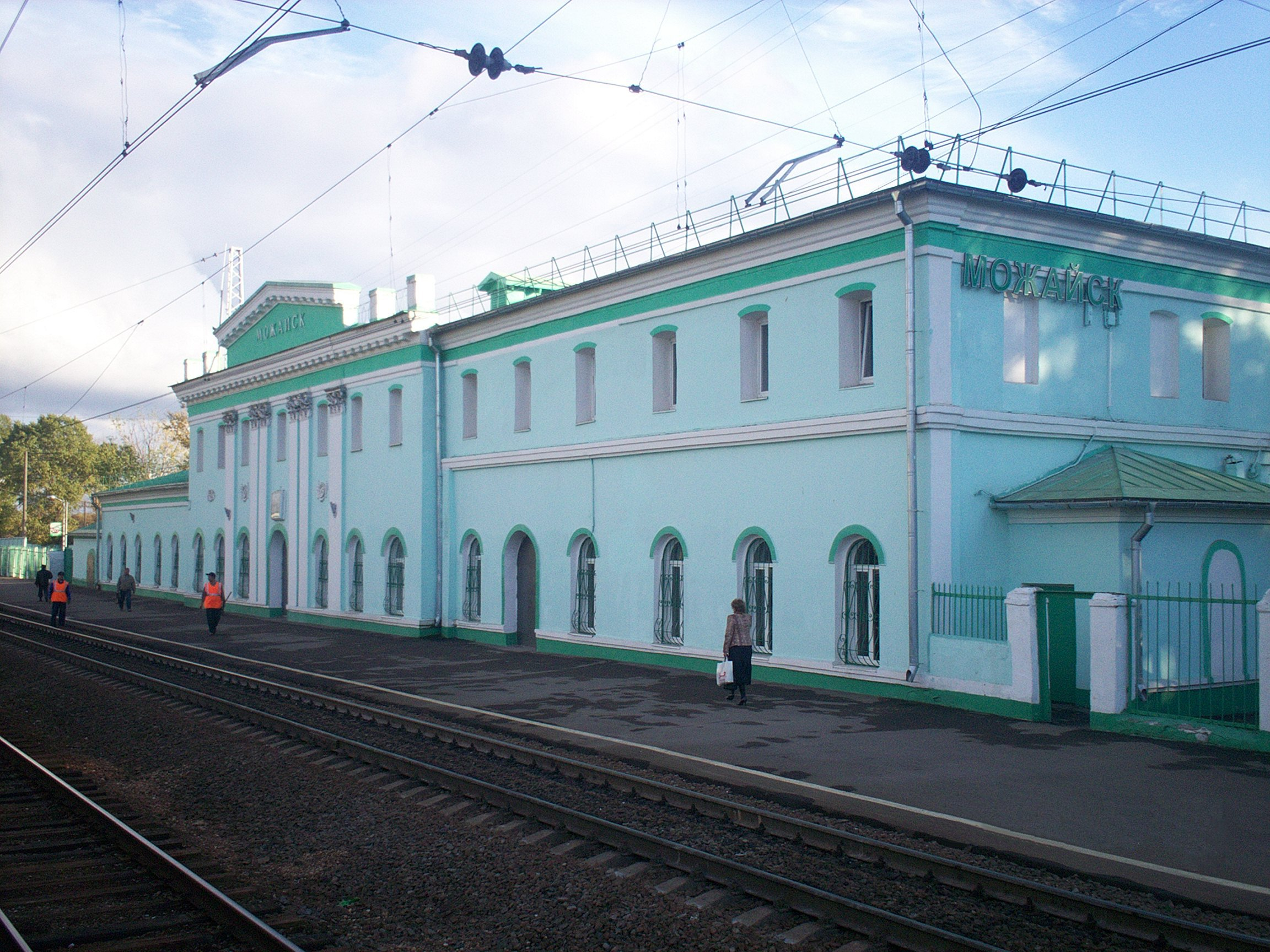
Bahnhof an der Strecke Moskau–Smolensk

### Bevölkerungsentwicklung
| Jahr | Einwohner |
| ---- | --------- |
| 1897 | 3.194     |
| 1939 | 11.752    |
| 1959 | 15.697    |
| 1970 | 20.321    |
| 1979 | 27.121    |
| 1989 | 30.735    |
| 2002 | 31.459    |
| 2010 | 31.363    |

Anmerkung: Volkszählungsdaten

## Söhne und Töchter der Stadt
- Sergei Gerassimow (1885–1964), russischer Maler
- Boris Pilnjak (1894–1938), russisch-wolgadeutscher Schriftsteller
- Dmitri Kubejew (1902–1982), sowjetisch-russischer Generalleutnant[3][4]
- Andrei Bogdanow (* 1970), russischer Politiker
- Alexei Tereschtschenko (* 1980), russischer Eishockeyspieler
- Inna Djubanok (* 1990), russische Eishockeyspielerin[5]